# Fishboy: Denizen of the Deep
Fishboy: Denizen of the Deep è una striscia a fumetti apparsa nel fumetto inglese Buster tra il 1968 e il 1975, scritto da Scott Goodall e illustrato inizialmente da John Stokes, per poi essere passato per disegnatori vari; come molte strisce a fumetti inglesi, però, né gli sceneggiatori né i fumettisti venivano accreditati.

## Trama
Il protagonista è un ragazzo inglese, abbandonato dai suoi genitori in un'isola deserta da bambino e sopravvissuto come un ragazzo selvaggio, riuscendo ad imparare a respirare sott'acqua e parlare con squali e altre creature marine. Ha anche sviluppato dita palmate, che gli hanno dato la capacità di nuotare veloce quanto un'auto. La serie segue le sue avventure da adolescente in giro per gli oceani, andando alla ricerca dei suoi genitori e aiutando persone in pericolo.

## Curiosità
Il personaggio di Fishboy appare morto e in esposizione in una prigione scozzese nel fumetto del 2005 Albion, insieme a tutti gli altri personaggi dei fumetti imprigionati dal governo inglese. Fishboy è stato catturato al largo del Giappone. Il suo aspetto in questa apparizione sembra avere molte più caratteristiche da pesce rispetto al suo aspetto nella serie originale.